# Listă de termeni din biologie
Această listă conține termeni din biologie, inclusiv din domenii ca: medicină, genetică, psihologie.
Pentru detalii legate de acești termeni, vezi glosarele din categoria Glosare de biologie.

## A
abazie • abces • abdomen • abducție • aberație • abiogeneză • abisal, animal ~ • ablațiune • abortiv • absență • absintism • absorbție (a unei rase) • abstinență • abulie • abundență (a unei specii) • abutilon • acacia • acalefe • acante • acantocefali • acarieni • acarinat • acarioză • acces • ac de mare • acefalie • aceracee • aceratherium • acetonurie • achenă • achilie • acicul • aciditate gastrică • acidofilin • acidorezistență • acidoză • acin • acipenseridae • aclimatizare • acnee • acomodare vizuală • acondroplazie • acorie • acraniate • acrocefalie • acrocianoză • acrofobie • acromatopsie • acromegalie • acromicrie • acromie • acromion • acroparestezie • acrozom • act sexual • actinie • actinomicete • actinomicoză • actinomorf • actinopterigieni • actinoterapie • acuitate vizuală • aculeate • acumetrie • acupunctură • acustică fiziologică • acut • acvariu • acvatic (mediu, organism ~) • acvilă • adactilie • adaptare • Addison, boala lui ~ • adducție • adenită • adenocarcinom • adenofibrom • adenohipofiză • adenoidită • adenom • adenopatie • adinamie • adipozitate • adiție latentă • ADN • adrenalină • adrenocrom • adult • adventíce • adventiv • aerob • aerobioză • aerocolie • aerofagie • aeroplancton • aeroterapie • afazie • afect • afectivitate • afecțiune • afecțiune medicală • aferentație • áfin • afonie • afrodiziac • afrontare • aftă • agalactie • agavă • agenezie • agent patogen • ageuzie • aglutinină • aglutinogen • agnozie • agonie • agorafobie • agrafă (chirurgicală) • agrafie • agranulocitoză • agresivitate (a unui agent patogen) • ágriș • agrobiologie • alac • alantoidă • alăptare • albatros • albăstrea • albiliță • albină • albinărel • albinism • albumeală • albumén • albumină • albuminoide • albuminuríe • albumiță • albumoză • albúrn • albuș • alcaloid • alcaloză • alcaptonurie • alcool • alcoolism • alcoolizare • aldosteron • alelă • alergen • alergie • aleurón • aleuronic, strat ~ • alevín • alexie • alexină • alge • algezimetrie • algie • algologie • alienație mintală • alifie • aligator • aliment • alimentație (mixtă, artificială) • aliór • aloe • alogamie • alopatie • alopecie • aloxan • alterare (a unui aliment) • alternare de generații • alternarioză • altoi • altoire • alun • alunar • alună de pământ • alveolă (pulmonară, dentară) • alveolită • amaltheus • amarantacee • amarilidacee • amauroză • ambidextrie • ambliopie • amblipode • amblistoma • ambră • ambulacre • ambulanță • ambulatoriu • ameliorare (a unei rase, soi etc.) • amenoree • ament • amentacee • ametábolă • ametropie • amfetamină • amfiartroză • amfibieni • amfigonie • amfineurieni • amfiox • amfiteriu • amfiura • amfotonie • amibă • amidaze • amidon • amidopirină • amigdală • amigdalectomie • amigdalită • amilaze • amiloidoză • amimie • amină • aminoacid • amiotrofie • amitoză • amnezie • amnios • amniote • amoniți • amputație • amuzie • anabioză • anabolism • anaclorhidrie • anaerob • anaerobioză • anafază • anafilaxie • anal • analeptic • analgezie • analgezină • analizator • analiză (biochimică, biologică, botanică) • analogie (a organelor) • anamneză • anamniote • ananas • anartrie • anasárcă • anason • anastomoză • anatomie • anatoxină • anchilostomiază • anchiloză • andivă • androceu • androgen • androginie • andrologie • androsteron • anelide • anemie • anemocore • anemofile • anemone • anencefalie • anergie • anestezic • anestezie • anestezină • aneurină • anevrism • anexe, organe ~ • anexe embrionare • anexită • angeită • angelică • anghilă • anghinare • angină • angiocolită • angiografie • angiologie • angiom • angiospasm • angiosperme • anhidroză • animal • animalculism • anizocitoză • annularia • anodontă • anofel • anofelism • anoftalmie • anomalie • anorexie • anorhidie • anosmie • anovarie • anoxibioză • anoxie • ansă • antagonism microbian • antalgic • antebraț • antenă (la artropode) • anteră • anteridie • anterozoid • anthracotherium • antibiogramă • antibiotic • antibioză • anticoagulant • anticoncepțional • anticorp • anticriptogamic • antidot • antienzimă • antifebrină • antiferment • antigen • antigermin • antihelmintic • antihistaminic • antihormon • antilopă • antiluetic • antimalaric • antimitotic • antinevralgic • antioxidant • antioxigen • antipaludic • antiperistaltism • antipiretic • antipirină • antirabic • antisepsie • antiseptic • antiser • antisifilitic • antispastic • antitiroidian • antitoxină • antociane • antofite • antofitoză • antozoare • antracnoză • antrax • antropogeneză • antropoide • antropologie • antropometrie • antropomorfe • antropopitec • anure • anurie • anus • anxietate • anxiolitic • anzeriforme • aortă • aortită • aparat (respirator, digestiv etc.) • aparat gipsat • aparat Golgi • aparat stridulant • apatie • apă oxigenată • apendice • apendice xifoid • apendicită • apercepție • apetale • apnee • apocinacee • apocrin • apofiză • apogamie • apomorfină • aponevroză • apoplexia caisului • apoplexie • apraxie • aptere • apterigote • aptitudine • ára • arahidă • arahnide • arahnoidă • arahnoidită • araucariacee • arbore • arbore filogenetic • arborele vieții • arbovirus • arbust • arcadă (orbitară, dentară etc.) • arc reflex • archaea • ardei • areal • areflexie • arenoblastom • areolă • argirism • arhar • arhegon • arheociatide • arheopterix • arici • arici de mare • arierat mintal • arin • aripă • aritmie • arsură • arteră • arteriolă • arterioscleroză • articulație • artralgie • artrită • artritism • artropatie • artroplastie • artropode • artroză • arțar • ascaridioză • ascarizi • ascidii • ascită • asclepiadacee • ascochitoză • ascomicete • ascorbic, acid ~ • asepsie • asimilație • asinergie • asistolie • asmățui • asociație (de plante) • aspirină • astazie • astenie • astereognozie • asteroide • astm • astragal • astrobiologie • atavism • ataxie • atelă • atelectazie • atenție • aterină • aterom • atetoză • atitudine • átlas • atoníe • atrabílă • atrepsie • atropină • ață de mare • audiogramă • audiometrie • audiometru • aura • aurelia • auricul • auricular • auscultație • aușel • autism • autoacuzare • autoagresiune • autocore • autogamie • autohemoterapie • autoînsămânțare • autoliză • autoobservație • autopsie • autosugestie • autotomie • autotrof • autovaccin • autozom • auxine • auz • avat • avirulent • avitaminoză • avort • ax cerebrospinal • axilă • axis • axolot • axon • azbestoză • azoospermie • azotemie • azotobactér • azoturie

## B
babete (Cottus gobio) • babeurre • babiță (Pelecanus crispus) • baboi • babușcă (Rutilus rutilus) • bacă • bacil • bactericid • bacterie • bacteriocecidie • bacteriofag • bacterioliză • bacteriolizină • bacteriologie • bacteriostatic • bacterioză • badijonare • balansiere • balaur (Elaphe quatorlineata) • balenă • balneoclimatic, tratament ~ • balneologie • balonare • balsam • balsamină (Impatiens balsamina) • bamă (Hibiscus esculentus) • bambus (Bambusa) • bananier (Musa paradisiaca) • banc de pești • bandaj • baobab (Adansonia digitata) • baraboi (Chaerophyllum bulbosum) • barba-caprei (Tragopogon) • barba-ursului (Equisetum arvense) • barbiturism • barbun • baronarcoză • baroreceptor • barză • Basedow, boala lui ~ • basidiomicete • batat • batracieni • bazin (anatomie) • bazinet • băligar • bălos • bănuț (Bellis perennis) • bășică înotătoare • bătrânețe • bârcoace (Cotoneaster integerrima) • bâtlan • becațină (Capella gallinago) • begonie (Begonia) • Behterev, boala lui ~ • beladonă (Atropa belladonna) • beldiță (Alburnoides bipunctatus) • belemnitella •  belemniți • benetit • benign • bentos • benzolism • berbecel (Lanius excubitor) • berberidacee (Berberidaceae) • beri-beri • betél (Piper bettle)  • betulacee (Betulaceae) • beție • bezoar (Capra aegargus) • biban (Perca fluviatilis) • bíber • bibilică (Numida meleagris) • bibliofagi • biceps • bicuspid • bienal • bifid • bigeminism • bigonia (Catalpa bignonioides) • bilă (secreție) • bilirubină • biliverdină • bio- • bioacustică •  biocatalizator • biocataliză • biocenoză • biochimia protozoarelor • biochimie • bioclimat • bioclimatologie • biocurent • biodegradare • biodiversitate • bioelement • biofizică • biofotogeneză • biogeocenoză • biogeochimie • biogeografie • biogeomorfologie • bioinformatică • biolog • biologie • biologie celulară • biologie marină • biologie moleculară • biologie sintetică • biologie sistematică • biologie sistemică • bioluminescență • biom • biomasă • biomatematică • biometrie • biomecanică • biomicroscopie • biopolimer • biopsie • biosferă • biosinteză • biostatistică • biostază • biostratigrafie • biotehnologie • bioterapie • biotină • biotop • biotop terestru • biped • bipedide • bipolare, organisme ~ • bisexualitate • bisturiu • bivol • bivoltin • bizam • bizon (Bison bison) • blană • blastoderm • blastom • blastomicoză • blastomogeneză • blastopor • blastulă • blefarită • blenoragie • bloc cardiac • boa • boala Alzheimer • boala Crohn • boala Parkinson • boala somnului • boală • boală abortivă • boală albastră • boală arterială coronariană • boală de nutriție • boală genetică • boală genetică autozomală • boală genetică heterozomală • boală infecțioasă • boală mintală • boală operatorie • boală profesională • boală socială • boarcă (Rhodeus sericeus) • bob (Vicia faba) • boiște • boiștean (Phoxinus phoxinus) • boldo (Peumus boldus) • boncănit • boraginacee (Boraginaceae) • botanică • botcă • botgros (Coccothraustes coccothraustes) • Botkin, boala lui ~ • botridii • botriocefal (Diphyllobothrium latum) • botulism • bou • bou de mare (Uranoscopus scaber) • bour (Bos primigenius) • bovide (Bovidae) • bovine (Bovinae) • bractee • brad (Abies alba) • bradiartrie • bradicardie • bradilalie • bradipsihie • brahi- • brahial • brahicefal • brahiopode (Brachiopoda) • brancardă • branchipus • branhie • branhiopode • braț • brădișor (Lycopodium selago) • brândușă (Crocus heuffelianus și Crocus autumnale) • brebenei (Corydalis) • bregma • brevilin • briofite • briozoare • broască • broască râioasă • broască țestoasă • brojbă (Brassica napus) • bromhidroză • bromism • bronhie • bronhofonie • bronhografie • bronhopneumonie • bronhoscop • bronhoscopie • bronșiectazie • bronșită • brontozaur • broscariță (Potamogeton) • brotăcel (Hyla arborea) • bruceloză • brumărea (Phlox) • brumărițe (Prunella) • brusture (Arctium) • bubaline (Bubalus) • buba mânzului • bubon • buboncel • buburuză (Coccinella septempunctata) • bucal • buccinator • bufniță (Bubo bubo) • buhai • buhai de baltă (Hydrophilus piceus) • buhă • buha semănăturilor • bujor (Paeonia) • bulb • bulbil • bulimie • bulin • bulion (în microbiologie) • bumbac (Gossypium) • bumbăcariță (Eriophorum) • buratic • burete de mare (Euspongia officinalis) • bursuc • busuioc (Ocimum basilicum) • buză

## C
cabaline • cacosmia • cacosmie • cactacee • cactus • cafeism • caiman • cais (Armeniaca vulgaris) • cal (Equus caballus) • calamites • calapăr (Chrysnthemum balsamita) • cală (Calla aethiopica) • calcan (Scophthalmus maeoticus) • calcaneu • calcea-calului (Caltha palustris) • calceola sandalina • calcícole • calcidide • calciferol • calcificare • calcifíle • calcinoză • calcul (renal, colecistic etc.) • calculoză • cale piramidală • calíciu • calíptră • calmar (Loligo) • calosóma (Calosoma sycophanta) • calotă craniană • cálus • calviție • cámbiu • cameleon (Chamaeleo vulgaris) • camelie (Camellia japonica) • camelină (Camelina sativa) • campanulacee (Campanulaceae) • campimetrie • campodoidéa • cana (Canna indica) • canal (calcanean, cistic, coledoc, deferent, fonator, galactofor, inghinal, lacrimal, rahidian, secretor, toracic) • canalul tarsului • canar (Serinus canaria) • cancer • cancerologie • candidoză • cangur (Macropus giganteus) • canide (Canidae) • canin • caníție • cantalup (Cucumis melo) • cantaridă (Lytta vesicatoria) • cantaridină  • canulă • cap • capacitate de autoepurare • capacitate selectivă • capacitate vitală • capilar • capilaroscopie • capîntórtură (Jynx torquilla) • capră (Capra) • capră domestică (Capra hircus) • capră neagră (Rupicapra rupicapra) • caprifoi (Lonicera) • caprotínă • capsulă • carabéți • carabíde • caracatiță (Octopus vulgaris) • caracúdă (Carassius carassius) • caradriiforme • caragána (Caragana arborescens) • carantină • carapace • carbohidrat • carcinom • cardia • cardiac • cardiograf • cardiologie • cardioscleroză • cardiovascular, sistem ~ • cardón (Cynara cardunculus) • carenate • carenă • caret (Chelonia imbricata) • cari • carie dentară • cariochineză • cariofilacee (Cariophyllaceae) • cariometrie • cariopsă • cariotip • carnasieră • carne • carnivore • caroten • carotidă • carp • carpelă • carpen (Carpinus betulus) • carpicultură • cartilaj • cartof (Solanum tuberosum) • carus • casoletă • castan (Castanea sativa) • castor (Castor) • castrare • castravete (Cucumis sativus) • castraveți-de-mare • cașalot (Physeter catodon) • cașetă • cașexie • catabolism • catalepsie • cataligee • catalpa • catamneză • cataplasmă • catar • cataractă • catarinieni • catatermometru • categorie sistematică • cateter • catgut • catâr (Equus mulus) • caudate • cauliflorie • cauter • cauterizare • cauzalgie • cavernă • cavernicole • cavitate (abdominală, bucală, craniană, nazală etc.) • cazuar (Casuarius casuarius) • căldură animală • călduri • călifar (Tadorna) • călin (Viburnum opulus) • călirea plantelor • călugăriță (Mantis religiosa) • căluț de mare (Hippocampus hippocampus) • cămașă de forță • cămilă (Camelus) • căprioară (Capreolus capreolus) • căpșun (Fragaria moschata) • căpușă (Ixodes) • cărăbuș (Melotontha melotontha) • cărăbușel (Rhizotrogus solstitialis) • cărbune emfizematos • cărpiniță (Carpinus orientalis) • cătăligă • cătină (Hippophaë rhamnoides și Tamarix ramosissima) • cățelul-frasinului • cățelul-pământului• câine (Canis familiaris) • câine de mare (Acanthias vulgaris) • câmp operator • cânepă (Cannabis sativa) • cârcăiac • cârciumăreasă (Zinnia elegans) • cârtiță (Talpa europaea) • ceai (Thea sinensis) • ceapă (Allium cepa) • cecum • cedru (Cedrus) • cefalee • cefalic • cefalograf • cefalografie • cefalopode • cefalotorace • cegă (Acipenser ruthenus) • celenterate • celioscopie • celom • celomate • celulă • celulă glială • celulă sanguină • celulă stem • celulă sușă • celulă vegetală • celulită • celuloză • cenestezie • centriol • centrosperme • centrozom • centru nervos • cenuroză • cenușer (Ailanthus altissima) • cer (Quercus cerris) • cerambicide (Cerambycidae) • cerb (Cervus elaphus) • cercár • cerceluș (Fuchsia magellanica) • cerci • cercopitec (Cercopithecus) • cercosporioză • cereale • cerebel • cerebral • cerithium • Cerodontha • cerúmen • cestode • cetacee • cetonurie • cetosteroid • cezariană • cheag • chefal • cheilită • chelicer • chelie • chelifer • cheloid • chelonieni (Chelonia) • chemonastie • chemoreceptor • chemosinteză • chemosorbție • chemotactism • chemotropism • chemozis • chenaf (Hibiscus cannabinus) • chenopodiacee (Chenopodiaceae) • cheratină • cheratinizare • cheratită • cheratoconjunctivită • cheratoplastie • chiasmă optică •chil  • chilifer • chim • chimie biologică = biochimie • chimioluminiscență • chimion (Carum carvi) • chimioterapie • chimism gastric • chimograf • chinchila • chinchină (Cinchona) • chinestezie • chiparoasă (Polyanthes tuberosa) • chiparos (Cupressus sempervirens) • chirighiță (Chlidonias) • chiroptere • chirurgie • chist • chițcan (Sorex araneus) • chițcan de apă (Neomys fodiens) • chitină • cianobacteria • cianoficee (Cyanophyceae) • cianoză • cicadă (Cicada) • cicar (Eudontomyzon danfordi) • cicatrice • cicatrizare • ciclamen (Cyclamen europaeum) • ciclită • ciclop (Cyclops) • ciclopie • ciclotimie • ciclu biogeochimic • ciclu cardiac • ciclu evolutiv • ciclul acidului citric • ciclul azotului în natură • ciclul Krebs • ciclu menstrual • cicoare (Cichorium intybis) • ciconiiforme (Ciconiiformes) • cidaris • cifoză • cil • ciliate • cilindru-ax • cilindru central (la plante) • cilindru urinar • cilindrurie • cimbrișor (Thymus vulgaris) • cimbru (Satureja hortensis) • cimișir (Buxus sempervirens) • cimpanzeu (Anthropopithecus troglodytes) • cincila (Chinchilla laniger) • cineraria (Cineraria hybrida) • cinteză (Fringilla coelebs) • cioară (Corvus) • cioc • ciocănitoare • cioc-întors (Recurvirostra avosetta) • ciocârlan (Galerida cristata) • ciocârlie (Galerida cristata și Alauda arvensis) • ciocul-cucoarei (Erodium cicutarium) • ciorchine • ciperacee (Cyperaceae) • ciprinicultură • ciprinide • circulator, aparat ~ • circulația sângelui • circulația limfei • circumvoluție • cireș (Cerasius avium) • cireșar • ciri • ciroză • cistic • cisticerc • cisticercoză • cistită • cistoidee • cito- • citocineză • citocrom • citodiagnostic • citofiziologie • citologie • citoplasmă • citostatic • citosol • citrice • citrină • citrus (Citrus) • ciuboțica-cucului (Primula officinalis) • ciuf de pădure (Asio otus) • ciuín (Saponaria officinalis) • ciulin (Carduus nutans) • ciuma apelor (Helodea canadensis) • Ciuma Neagră • ciumă • ciumăfaie (Datura stramonium) • ciumiză (Setaria italica-maxima) • ciuperci (Mycetes) • ciurlan (Salsola ruthenica) • cladistică • cladocere • clamidomone (Chlamydomonadaceae) • clasă • clasificare științifică • clasificarea virusurilor • claudicație • claviculă • clean (Leuciscus cephalus) • cleistogamie • climacteriu • climatizare • climatologie • climatoterapie • clinică • clinică stomatologică• clinoterapie • clismă • cloacă • cloasmă • clocotiș (Staphylea pinnata) • clonare • clonă • clonă recombinată • clonus • clorizare • cloroficee (Chlorophyceae) • clorofilă • cloroform • cloroformizare • cloroplast • cloroză • clypeaster • Coacăz roșu (Ribes rubrum) • coacere • coada-calului (Equisetum) • coada șoricelului (Achillea millefolium) • coada-vulpii (Alopecurus pratensis) • coadă • coágul • coagulant • coagularea sângelui • coamă • coapsă • coardă vocală • coastă • cobai (Cavia porcellus) • cobalamină • cobră (Naja) • cocaină • cocainomanie • coccide (Coccidea) • coccidii • coccidioză • coccis • cochilie • cochinchina • cohlee • coci • cocoașă • cocon • cocor (Megalornis grus) • cocostârc • cocoș de munte (Tetrao urogallus) • cocoșel de mare (Blennius sanguinolentus) • cocotier (Cocos nucifera) • cocsagâz (Taraxacum Kok-Saghîz) • cod genetic • codalb (Haliäetus albicilla) • codeină • codobátură (Motacilla) • codroș (Phoenicurus) • coenzimă • coferment • colabare • colagen • colagenoză • colagog • colaps • colapsoterapie • colchicină • colecist • colecistită • colecistografie • colecistokinină• coledoc, canal ~ • coledocită • colembole (Collembola) • colemie • colenchim • coleopter • coleoptil • coleoriză • colereză • colesterol • colet • colibacil • colibaciloză • colibri • colic • colică • colierul lui Venus • colilie (Stipa) • colinergic • colinesterază • colită • coloană vertebrală • colon • colonie de organisme • colostru • colpită • colposcopie • colțul-babei (Tribulus terrestris) • columelă • comă • comedon • comisură • comițial • comoție cerebrală • complex de inferioritate • complex primar • comportament • compozite (Compositae) • compresă • comprimat • condil • condor (Vultur gryphus) • condriozom • condrită • condrocraniu • condroide • condrom • condrosteeni• conduct • condurași (Tropaeolum majus) • conexiune temporară • confuzie mintală • congenital • congeria • congestie • conidii • conifere (Coniferales) • conjunctivă • conjunctivită • conclypeus • conopidă (Brassica oleracea var. botrytis) • consanguinizare • constrictorul superior al faringelui • constricție • consult • consultație •  consumptiv • conștiință • contagiune • contaminare • contaminare extraterestră • contorsiune • contractilitate • contractură • contracție musculară • contraindicație • controlateral, reflex ~ • contuzie • convalescență • convulsie • copitate • copită • coprocultură • coprofagie • coprologie • copulație • coral (Corallium rubrum) • coralieri • corb (Corvus corax) • corcodel (Podiceps) • corcoduș (Prunus cerasifera) • cord • cordaites • cordate • cordea (Ophidium barbatum) • cordon ombilical • cordon sanitar • cordotomie • coree • coriandru (Coriandrum sativum) • corimb • corioepiteliom • corion • coriză • corlă • corm • cormoran (Phalacrocorax) • corn (la bovine, ovine etc.) • corn (Cornus mas) • cornacee (Cornaceae) • cornaci (Trapa natans) • cornaj • cornee • cornet nazal • cornul secarei • coroană (a unui arbore) • coroană dentară • coroidă • coroidită • corolă • coronară • coronarită • coronulă • coropișniță (Gryllotalpa vulgaris) • corp • corp ciliar • corp galben • corp striat • corpuscul • corpuscul elementar • corpusculii Nissl • corpusculii Ruffini • corpusculii Vater-Pacini • corpuscul tactil • corset gipsat • cortex cerebral • cortical • corticopleurită • corticosteron • corticosuprarenală, glandă ~ • corticoterapie • corticotrop • cortizon • corvide (Corvidae) • cosac (Abramis ballerus) • cosar • costrei (Echinochloa crusgalli) • cot • cotari (Geometridae) • cotiledon • coțofană (Pica pica) • coxal, os ~ • coxală, glandă ~ • coxalgie • coxartroză • crab • crampă • cranial • craniologie • craniometrie • craniu • crap (Cyprinus carpio) • creasta-cocoșului (Celosia cristata) • creasta frontală • creasta iliacă • creasta lacrimală posterioară • creasta occipitală externă • creasta occipitală internă • creasta sfenoidului • creasta tibiei • creastă • creier • cremastér • crenoterapie • creodonte • creptație • creson (Lepidium sativum) • creștere • cretificare • cretinism • crevete (Crangon) • crin (Lilium candidum) • crin de Florența • crin-de-mare • criocauter • criofile • crioterapie • criptogamă • critogenetic • criptorhidie • crisalidă • crisoterapie • cristalin • cristei roșu (Crex crex) • cristei de baltă (Rallus aquaticus) • cromozom • crizantemă (Crysanthemum indicum) • criză • criză febrilă • crocodil de Nil (Crocodylus niloticus) • croitor (Cermabyx cerdo) • cromatină • cromatofor • cromatopsie • cromhidroză • cromocistoscopie • cromoplaste • cromozom • cromozomul X • cromozomul Y • cronaxie • cronic • crosopterigii • crucifere (Cruciferae) • crural • crustacee • cubitus • cuc (Cuculus canorus) • cucurbitacee (Cucurbitaceae) • cucută (Conium maculatum) • cucuvea (Athene noctua) • cuib • cuișoare, arbore de ~ • cultură microbiană • cununiță (Spiraea ulmifolia) • cupresacee (Cupressaceae) • cupulifere • curarizare • curativ • curbatură • curcă (Meleagris gallopavo) • curiepunctură • curieterapie • curmal (Phoenix dactylifera) • curpen (Clematis) • cuscută (Cuscuta) • cutanat • cuticulă • cuțit-de-mare (Solen marginatus)

## D
dactiloscopie • dactiloteca • dafin (Laurus nobilis) • dalac • dalie (Dahlia variabilis) • daltonism • darvinism • dârmox (Viburnum lantana) • deaferentare • debilitate • debilitate mintală • decalcificare • decapode • decapsulare • decerebrare • decoct • decompensare • deconectant • decorticare • decubit • decusație • dediței de mare • dedițel • dedublarea personalității • defervescență • degenerarea maculară • degenerescență • degerătură • deget • degețel roșu • deglutiție • dehiscență • delfin • delir • delirium tremens • deltoid • demență • dendrită • dendrologie • dendrometrie • dendrometru • denitrificare • dentină • dentiție • denutriție • deontologie medicală • deparazitare • depărtător • depersonalizare • depigmentare • depilare • depistare • depresor, nerv ~ • deprindere • depurativ • dermatită • dermatofiție • dermatologie • dermatom • dermatomicoză • dermato-venerologie • dermatoză • dermatozoonoză • dermă • dermită • dermatografism • dermotrop • descompunere • descuamare • desensibilizare • deshidratare • desman (Desmana moschata) • detritus • deviație de sept • dextrocardie • dezarticulare • dezasimilație • dezinfectant • dezinfectare • dezinsectizare • dezinserție • dezintoxicare • dezlipire de retină • dezongulare • dezoxiribonucleic, acid ~ •  diabet insipid • diabet zaharat • diafiză • diaforetic • diaforeză • diafragmă • diagnostic • diagramă florală • dialipetale • dializă • diapauză • diapedeză • diaree • diartroză • diastolă • diatermie • diatermocoagulare • diatomee • diceras • dicinodon • dicotiledonate (Dicotyledonatae) • dicotomie • dictiocauloză • dictionema • diencefal • dietă • dietetică • diferențiere corticală • difterie • difterovariola aviară • digestie • digestiv, aparat ~ • digitalină • digitigrade • dihor (Putorius) • dimorfism sexual • dinoteriu • dinozaurieni • dinte • doic • diplegie • diplobacil • diplococi • diplodocus • diploe • diploidă, fază ~ • diplopie • Diploplecta • diplopode • diplopora • diplura • dipnoi • dipodide (Dipodidae) • dipsomanie • diptere (Diptera) • dipterocarpacee (Dipterocarpaaceae) • disc embrionar • disc intervertebral • discheratoză • discoasteride • discociclina • discrazie • disecție • diseminare • disfagie • disfonie • disfuncție • disfuncție erectilă • disgravidie • dismenoree • dispepsie • displazie • displazie fibroasă • dispnee • distocie • distomatoză • distonie • distrofie • disurie • diuretic • diureză • dizartrie • dizenterie • docimazie • Dolichophis • dolicocefal • domesticire • dorsalizare • dovleac (Cucurbita) • dovlecel (Cucurbita pepolonga) • doză letală • doză toxică • dracilă (Berberis vulgaris) • drajon • drăgaică (Galium verum) • dren, tub de ~ • drenare • drețe (Nymphaea lotus var. thermalis) • driopitec • drob (Sarothamnus scoparius) • drobiță (Genista tinctoria) • drobușor (Isatis tinctoria) • drog • drogare • drojdie • dromatherium • dromomanie • Dromophis • dropică • dropie (Otis tarda) • drosofilă (Drosophila) • drupacee • drupă • dud (Morus) • dughie (Setaria italica-mocharicum) • dúglas (Pseudotsuga taxifolia) • dumbravnic (Melittis melissophyllum) • dumbrăveancă (Coracias garrulus) • duoden • duodenită • dura mater • duramen • durere • durere lombară • durere toracică • durină • dvinosaurus

## E
echimoză • echinism • echinococ (Echinococcus granulosus) • echinococoză • echinoderme • echinosphaerites • eclampsie • ecloziune • ecologie • ecosistem • ecotip • ectazie • ectimă • ectoderm • ectoenoparazite • ectoparazite • ectopie • ectoplasmă • ecvide • ecvisetacee (Equisetaceae) • eczemă • edafón • edem • edentat • edentate • efedrină • efemere (Ephemeroptera) • efetonină • egretă (Egretta) • eidetism • elan (Alces alces) • elateride (Elateridae) • elagnacee (Eleagnaceae) • electivitate • electricitate animală • electrocardiografie • electrocardiogramă • electrocauter • electrocoagulare • electrocorticografie • electroencefalografie • electroencefalogramă • electrofiziologie • electroforeză • electronarcoză • electrosomn • electroșoc • electroterapie • electrotonus • elefantul african (Loxodonta africana) • elefantul asiatic (Elephas maximus) • elefantiazis • elitre • elixir • emaciere • embolie • embriocardie • embriogeneză • embriologie • embrion • emetropie • emfizem pulmonar • emisferă cerebrală • emotivitate • emoție • ému (Dromiceius novae-hollandiae) • enantem • encefal • encefalită • encefalografie • encefalomielită • encefalopatie infantilă • encefalopatie saturniană • encrinus • endarterită • endemie • endemism • endemoepidemic • endo- • endocard • endocardită • endocraniu • endocrin, sistem ~ • endocrinologie • endoderm • endoenzime • endofite • endogamie • endogen • endometrioză • endometrită • endometru • endoparazite • endoplasmă • endoradioterapie • endoscopie • endosperm • endoteliu • endotoxine • entamibă • enterită • enterobacterii • enterobiaza • enterochinază • enterocolită • enterogastronă • enterotoxiemie infecțioasă • entomofag • entomofile • entomologie • entomostracee • entorsă • enucleare • enurezis • enzimă • enzimologie • enzootie • eohippus • eozinofil • eozinofilie • eozinopenie • ependím • epicard • epicotil • epidemie • epidemiologie • epidermă • epidermizare • epidermofiție • epifite • epifiză • epigastru • epiglotă • epilare • epilepsie • epinefrină • epiplon • epistaxis • epiteliom • epitelizare • epizootie • equus • erbacee • erbicid • erbivore • ereditate • eredosifilis • erete (Circus) • eretism cardiac • ergocalciferol • ergonă • ergoterapie • ergotism • ergotoxină • erinaceide (Erinaceidae) • eritem • eritremie • eritroblast • eritroblastoză • eritrocit • eritrodermie • eritropoieză • eritropsină • eritroză • erizipel • eructație • escară • Escherichia coli • eschilă • esofag • esofagism • esteziometrie • estivație • estrogen, hormon ~ • estronă • etromanie • etilism • etiolare • etiologie • etmoid • etologie • etuvă • eucalipt (Eucalyptus) • eucaliptol • eucariote • euforbiacee (Euophorbiaceae) • eugenism • euglenă (Euglena viridis) • euribar • euribiont • eurihalin • eurionice • euriterm • eutanasie • eutocie • eventrație • evoluție • evoluționism • evoluționism plat • exantem • excitabilitate • excitant • excitație • excizie • excoriație • excrescență • excreție • exereză • exfoliație • exo- • exocarp • exocrin • exoderm • exoftalmie • exogen • exostoză • exostozică, boală ~ • exotoxine • expectorant • expectorație • experiment acut • experiment cronic • expertiză medicală • explorare chirurgicală • explorare medicală • expulsie • exsanguinotransfuzie • exsudat • extensie • extenuare • exteroceptor • extirpare • extrasistolă • extravazare • exulcerație • ex vivo • extincție în masă

## F
facies • factori epidemiologici • fag (Fagus silvatica) • fagacee (Fagaceae) • fago- • fagocit • fagocitoză • fagopirism • fagure • falangă • falconiforme (Falconiformes) • familie • fanere • fanerofit • fanerogame • fangoterapie • fanon • faringe • faringită • farmacologie • farmacopee • farmacoterapie • fascicul (conjunctiv, muscular, nervos) • fascioloză • fasole (Phaseolus vulgaris) • faună • faur (Elateride) • favus • fazan (Phasianus colchicus) • fântânel (Salvelinus fontinalis) • febră • febră aftoasă • febră galbenă • febră tifoidă • fecúlă • fecundație • fecunditate • felide (Felidae) • feloderm • felogen • femur • fenicul (Foeniculum vulgare) • fenologie • fenotip • feoficee (Phaeophyceae) • ferăstraș (Mergus) • ferigă • fetică (Valerianella olitoria) • fetus • fibrilație atrială • fibrilă • fibrină • fibrinogen • fibrinolizină • fibroadenom • fibrocit • fibrom • fibromialgie • fibrosarcom • ficat • ficocianină • ficologie • ficomicete (Phycomycetes) • ficus (Ficus)  • filarioză limfatică • filaria • filicină • filicine (Filicinae) • filodendron (Monstera deliciosa) • filogenie • filotaxie • filoxeră (Phylloxera vastatrix) • fistic (Pistacia vera) • fistulă • fitocenologie • fitocenoză • fitochimie • fitohormon • fitoncide • fitopatogen • fitopatologie • fitoplancton • fitosterol • fitoterapie • fitotoxic • fiziognomonie • fiziologie • fiziopatologie • fizioterapie • flagelate • flamingo (Phoenicopterus ruber) • flebită • flebotom • flebotomie • flegmă • flexor • flictenă • floare • floarea soarelui (Helinathus annuus) • floare de colț (Leontopodium alpinum) • floem • floră • florinte (Chloris chloris) • fluierar (Charadriidae) • fluoroză • flutter • fluture • fobie • focar de infecție • focă (Phoca) • foioase • foios • folicul • foliculină • foliculită • fonocardiogramă • fontanelă • foraminifer • forceps • forfecar (Lethrus cephalotes) • forfecar (Rincopide) • forfecuță (Loxia) • formol • formolizare • formulă dentară • formulă florală • fosfolipidă • fosforilare oxidativă • fosilă • fosilă vie • fosilizare • fotodermatoză • fotofobie • fotonastii • fotoperiodism • fotosensibilitate • fotosinteză • fotosinteză artificială • fototactism • fototerapie • fototropism • fractură • frag (Fragaria vesca) • frasin (Fraxinus excelsior) • frăsinel (Diclammus fraxinella) • fregată (Fregata) • frenologie • frigane (Trihoptere) • frigurică (Erythraea pulchella) • fringilide (Fringillidae) • frison • frotiu • fruct • frugivore • frunză • ftizie • ftiziologie • fugaci (Calidris: fugaci de țărm, fugaci de mlaștină) • fulg • fumigație • fungi • fungicid • fungistatic • furnicar (Myrmecophaga) • furnică • furtunar (Puffinus puffinus) • furuncul • furunculoză • fusar (Aspro streber) • fusulină • fuzarioză

## G
gaie (Milvus) • gaiță (Garrulus glandarius) • galactoree • galenism • galiforme (Galliformes) • galvanocauter • galvanoterapie • gambă • gambuzie (Gambusia affinis) • gamet • gametofit • gammaglobulină • gamopetală • ganglion (limfatic, nervos, spinal) • gangrenă • gaolean (Sorghum chinense) • gardenie (Gardenia) • garoafă (Dianthus caryophyllus) • gasteropode • gastrectomie • gastrită • gastroenterită • gastrofiloză • gastrulație • gastrulă • gaur (Bibos gaurus) • gavial (Gavialis gangeticus) • gazelă • găină (Gallus bankiwa domestica) • găinușă de baltă (Gallinula chloropus) • găinușă de stepă (Syrrhaptes paradoxus) • gălbează • gălbenuș • gălbinare • gărgăriță • gândac • gândacul de frasin • gârliță (Anser albifrons) • gârniță (Quercus frainetto) • gâscă (Anser) • geloză • genă • generație spontanee • genetică • genital, aparat ~ • genitor • genotip • gențianacee (Gentianaceae) • gențiană (Gentiana) • genunchi • geobotanică • geocarpie • geofite • geotropism • geraniacee (Geraniaceae) • geriatrie • germen • germicid • gerontologie • gestație • gestoză • gheară • ghepard (Acinonyx jubatus) • gherghină • ghiborț (Acerina cernua) • ghidrin (Gasterosteus aculeatus) • ghindă • ghioc (Cyparea) • ghiocel (Galanthus nivalis) • giardiază • gibon (Hylobates) • gibozitate • gigantism • gimnosperme (Gymnospermae) • gineceu • ginecologie • gingirică (Clupeonella delicatula) • gingivită • gingko (Gingko biloba) • girafă (Giraffa) • glabelă • gladiolă (Gladiolus hybridus) • glandă • glaucom • glădiță (Gleditschia triacanthos) • gleznă • glicemie • glicogen • glicoliză • gliom • globigerină • globule sanguine • globuline • glomerul • glomerulă • glosită • glosopteris • glotă • glucide • glucoză • gluten • gogoșar (Capsicum annuum) • goldan (Prunus insitia) • golomăț (Dactylis glomeranta) • gomă • gonadă • gonadotrop, hormon ~ • gonion • gonococ • gorilă (Gorilla gorilla) • gorun (Quercus sessiliflora) • gram, colorație ~ • graminee (Gramineae) • grangur (Oriolus oriolus) • granulie • granulocit • granulom • granuloplasmă • graptoliți • graur (Sturnus vulgaris) • graviditate • grădină botanică • grădină zoologică • grăsime • grâu (Triticum) • grefă • grefon • gregar, instinct ~ • grepfrut (Citrus paradisi) • grindel (Nemachilus barbatulus) • gripă • gropar (Necrophorus) • grupă sanguină • guguștiuc (Streptopelia decaocto) • gulie (Brassica oleracea gongyloides) • gura leului (Antirrhinum majus) • gură • gură de lup • gușa porumbelului (Behen vulgaris) • gușă • gușter (Lacerta viridis) • gută • gutui (Cydonia oblonga) • guturai • guvid (Gobius) • gyroporella

## H
halisites • halofite • hamei (Humulus lupulus) • hamsie (Engraulis encrassicholus) • haploidă, fază ~ • haptenă • hasmațuchi • hașiș • hatteria (Sphenodon punctata) • haustori • hârciog (Cricetus cricetus) • heliastrea • helioterapie • heliotropism • helmintiază • helmintologie • helmintosporioză •  hema- • hemaglutinare • hemangiom • hemartroză • hematemeză • hematie • hematocrit • hematologie • hematom • hematopoietic • hematopoieză • hematoză • hematozoar • hematurie • hemeralopie • hemianestezie • hemicranie • hemipareză • hemiplegie • hemo- • hemoclazie • hemocultură • hemodinamică • hemofilie • hemogenie • hemoglobină • hemoglobinurie • hemogramă • hemolimfă • hemoliză • hemopatie • hemoptizie • hemoragie • hemoroizi • hemosideroză • hemostatic • hemostază • hemoterapie • Hepadnaviridae • hepatic • hepatită • hepatologie • hepatomegalie • hering (Clupea harengus) • hermafrodit • hermafroditism • hermină (Mustela erminea) • hernie • herpes • herpetologie • hesperornis • heterodonte • heterofilie • heterogamie • heterometabole • heteroptere • heterostilie • heterotermie • heterotrof • heterozigot • heterozis • hexacoralieri • hexapode • hialinoză • hialoplasmă • hibernare • hibernoterapie • hibrid • hibridare • hicori (Carya ovata) • hidartroză • hidatioză • hidatode • hidramnios • hidrargirism • hidră (Hydra) • hidremie • hidrobiologie • hidrocefalie • hidrocore • hidrofite • hidronefroză • hidropizie • hidrosadenită • hidroterapie • hidrotropism • hidrozoare • hienă (Hyaena) • hife • higrofite • himenoptere • hiparion • hiperaciditate gastrică • hipercheratoză • hiperchinezie • hiperclorhidrie • hiperemie • hiperfoliculinie • hiperglicemie • hiperhidroză • hiperinsulinism • hipermenoree • hipermetropism • hiperorexie • hiperparatiroidism • hiperplazie • hipertensiune • hipertimism • hipertiroidie • hipertonie • hipertricoză • hipertrofie • hipervitaminoză • hipiatrie• hipnotic • hipnotism • hipnoză • hipocondru • hipocotil • hipocratism • hipoderm • hipodermoză • hipofiză • hipogastru • hipoglicemie • hipomenoree • hiponastii • hipoplazie • hipopotam (Hippopotamus amphibius)  • hiposecreție  • hipotalamus  • hipotensiune  • hipotensive • hipotermie • hipotiroidie • hipotrofie • hipovitaminoză • hirsutism • hirudinizare • histerectomie • histerotomie • histiocit • histochimie • histofiziologie • histogeneză • histologie • histomonoză • histone • histoterapie • Hodgkin, boala lui ~ • hoitar (Neophron percnopterus) • holeră • holism • holocrin • holoparazit • holoturide • homar (Homarus vulgaris) • homeopatie • homeostază • homeostazie • homeoterm • homeotermie • homocromie • homoptere • homosexualitate • homozigot • hormon • hormonologie • hormonoterapie • hortensie (Hydrangea opuloides) • horticultură • hrean (Armoracia rusticana) • hrib (Boletus edulis) • hrișcă (Fagopyrum sagittatum) • huhurez (Strix) • hulubițe • humerus • humus

## I
- ihtiologie
- imunologie
- in situ
- in utero
- in vitro
- in vivo
- inimă
- insectă
- insectivore
- insulină
- interfază
- intestin

## Î
- împerechere

## K
- kinetoterapie

## L
- larvă
- lemn
- lichen
- limnologie
- lipide

## M
- macroevoluție
- malarie
- mătase
- meioză
- memorie
- metabolism
- metafază
- micologie
- microbiologie
- microevoluție
- microscop
- mitocondrie
- mitoză
- mutație

## N
- neuron
- neurotransmițător
- nișă ecologică
- nucleotidă 
- nutriție

## O
- operon
- organism
- originea vieții
- os
- osmoză
- ovar
- oxidare

## P
- paleontologie
- parazitism
- parazitologie
- peptidă
- perete celular
- peroxizom
- pigment
- plămân
- plancton
- plantă 
- plasmidă
- plastidă 
- polenizare
- polipeptidă
- populație
- prion 
- procariot
- profază
- proiectul genomului uman
- proteină
- protista
- protozoar
- purină

## R
- radiobiologie
- reflex
- reproducere asexuată
- reproducere
- respirație
- retrovirus
- ribozom 
- rinichi
- ritmul circadian
- RMN

## S
- sămânță 
- sânge
- schelet
- selecție naturală
- selecție
- simbioză
- sinapsă
- sindrom Turner
- sistem digestiv
- sistem imunitar
- sistem nervos
- sistematică
- sociobiologie
- somn
- speciație
- specii
- spermă
- stomac
- streptomicină
- știința mediului

## T
- taxonomie
- telofază
- telomer
- testicul
- tumoră
- turgescență

## Ț
- țesut

## V
- vaccin
- vacuolă 
- venă
- vertebră
- vertebrat
- viață
- virus
- virusologie
- vitamină

## X
- xenobiologie

## Z
- zoologie